# Collide (banda)
Collide é uma banda de Rock Industrial/Darkwave fundada em 1992, em Los Angeles, Califórnia, Estados Unidos. Eles encorporam elementos de trip hop, darkwave, techno e música do Oriente Médio
O nome vem de "Collision" (colisão) de estilos musicais, principalmente os vocais etéreos fornecido por KaRIN e da música eletrônica fornecida pelo Statik. Collide lançou o álbum Beneath the Skin em 1996 seguido de remixes de artistas como Kneel Cohn das bandas Spirits In Sin e The Dead Stars On Hollywood.
Descontente com a indústria da música, Collide iniciou sua própria gravadora, Noiseplus Music e, em 2000, lançou seu segundo álbum de estúdio, Chasing the Ghost.
Em janeiro de 2011, Collide foi indicado ao 10º Annual Independent Music Awards, na categoria Cover Song, por "The Lunatics Have Over the Asylum".

## Membros

### Fixos
- kaRIN – vocais líricos
- Statik – música (produção)

### Ao vivo apenas
- Scott Landes – guitarra
- Rogerio Silva – guitarra
- Chaz Pease – bateria
- Kai Kurosawa – Warr Guitar/baixo

## Discografia

### Albums
| Título               | Data de Lancamento     | Gravadora                     |
| -------------------- | ---------------------- | ----------------------------- |
| The Crimson Trial    | –                      | demo                          |
| Beneath the Skin     | 1996                   | Re-Constriction/Cargo Records |
| Distort              | 1998                   | Re-Constriction/Cargo Records |
| Chasing the Ghost    | 31 de outubro de 2000  | Noiseplus Music               |
| Some Kind of Strange | 22 de abril de 2003    | Noiseplus Music               |
| Vortex               | 20 de abril de 2004    | Noiseplus Music               |
| Live At The El Rey   | 2005                   | Noiseplus Music               |
| Two Headed Monster   | 23 de setembro de 2008 | Noiseplus Music               |